# Bizarre Love Triangle
Bizarre Love Triangle è una canzone del gruppo rock-synthpop inglese New Order, estratta come primo singolo singolo dal loro album Brotherhood e pubblicata nel 1986. Arrivò alla fine di quell'anno alla "Top five" della classifiche U.S. Hot Dance Music/Club Play Singles e in quelle australiane al numero 1 (secondo il diagramma di stato di Victoria).

## Descrizione
Anche se è uno dei brani più famosi della band, non riuscì a rientrare nella top 40 della "singles chart" del loro Paese natale (di fatto non arrivò più in alto del numero 56)) e della Hot 100 degli Stati Uniti. Però, sempre negli USA, si piazzò all'ottava posizione della Hot Dance Music/Maxi-Singles Sales chart.
A parte questo, il pezzo fu nel 1994 ripubblicato con un mixaggio differente per promuovere l'antologia The Best of New Order e questa volta si guadagnò una piccola apparizione al novantottesimo posto nella "Billboard" Hot 100". In Australia, fu una hit considerevole, aggiudicandosi il quinto posto e sempre il primo a Victoria.
Nel 2004, venne collocato al numero 204 della "lista dei 500 brani più belli della storia" stilata dalla rivista britannica Rolling Stone.

### Pubblicazioni e differenze tra le versioni
La versione 12" è inclusa nella compilation Substance e un remix fatto da Stephen Hague figura nei loro Best Of. 
La versione dell'album è invece stata inclusa nell'antologia Singles.
Il nuovo mix è, a differenza di quello in studio, molto più melodico e il riff di sintetizzatore (un Fairlight CMI, uno dei primi sintetizzatori a usufruire di campionamenti per imitare altri strumenti, come in questo caso, un'orchestra intera) è più marcato. Inoltre tutti i bassi e la voce sono stati sequenziati.
Un'altra versione alternativa, che presenta un coro dopo il primo ritornello, è udibile nel film Una vedova allegra... ma non troppo del 1988.
Anche nel lungometraggio (S)Ex List la canzone è stata usata come sottofondo sonoro.

## Video musicale
Il videoclip del singolo, pubblicato a novembre 1986, è stato diretto dall'artista statunitense Robert Longo e mostra brevi frammenti di riprese di tantissime cose (gente che passeggia, un ingorgo in autostrada, palazzi, colline, gli stessi New Order che suonano e uomini e donne in giacca e cravatta che volano come se spinti da tappeti a molla). Queste sono state ispirate dalla serie di litografie dello stesso Longo chiamata "Men in the Cities". Il video presenta anche alcuni segmenti in bianco e nero in cui Jodi Long e E. Max Frye discutono sulla reincarnazione e Long dichiara enfaticamente "Non credo nella reincarazione perché rifiuto di ritornare sotto forma di uno scarafaggio o di un coniglio!"

## Classifiche
| Classifica (1986/87)              | Posizione massima |
| --------------------------------- | ----------------- |
| Australia                         | 5                 |
| Irlanda                           | 7                 |
| Nuova Zelanda                     | 19                |
| Regno Unito                       | 56                |
| Regno Unito (independent)         | 1                 |
| Stati Uniti                       | 98                |
| Stati Uniti (hot dance)           | 8                 |
| Stati Uniti (hot dance club play) | 4                 |

## Cover
- Bizarre Love Triangle fu oggetto di cover da molti artisti, tra cui Even As We Speak, Manitu, Devine and Statton, Sita, Tony DeSare, South, Rookie of the Year, Apoptygma Berzerk, Stabbing Westward, Jaymay, Charlotte Martin, Anne Curtis, Black Eyed Peas, Nouvelle Vague, Tan Bionica, Makana e Tracy Huang.
- La band australiana Frente! una cover acustica del pezzo nel 1994; it was the band's only major overseas success. This version was also the highest charting in the United States, peaking at 49 on the Billboard Hot 100.
- La canzone fu remixata nel 2005 dai The Crystal Method (per il loro album Community Service II) e da Richard X (per il singolo dei New Order Waiting for the Sirens' Call).
- Il pezzo fu tradotto in cantonese da Amanda Lee e in mandarino da  Sandy Lam, in entrambi i casi con il titolo 一個人 / Yī Gè Rén (One Person).
- Brandon Flowers dei The Killers, un gruppo che deve il suo nome proprio ai New Order,[5] suonò Bizarre Love Triangle solamente con il pianoforte nel corso di numerosi concerti della band, come si può vedere in molti video che circolano su YouTube.
- I Nada Surf (un gruppo alternative rock americano) eseguirono una loro versione personale del singolo nel maggio del 2012 per la serie "A.V. Undercover" del The A.V. Club.[6]
- I Apostle of Hustle in collaborazione con gli Zeus realizzarono una cover per l'album X degli Arts & Crafts.

## Tracce
Testi e musiche di Gillian Gilbert, Peter Hook, Stephen Morris e Bernard Sumner

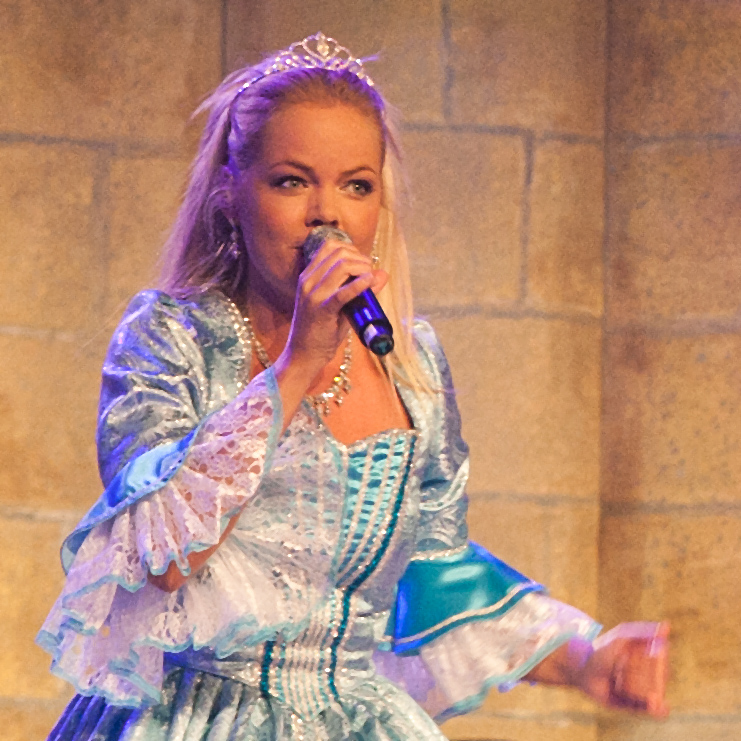
La cantante Sita

### 7": FAC 163 (UK)

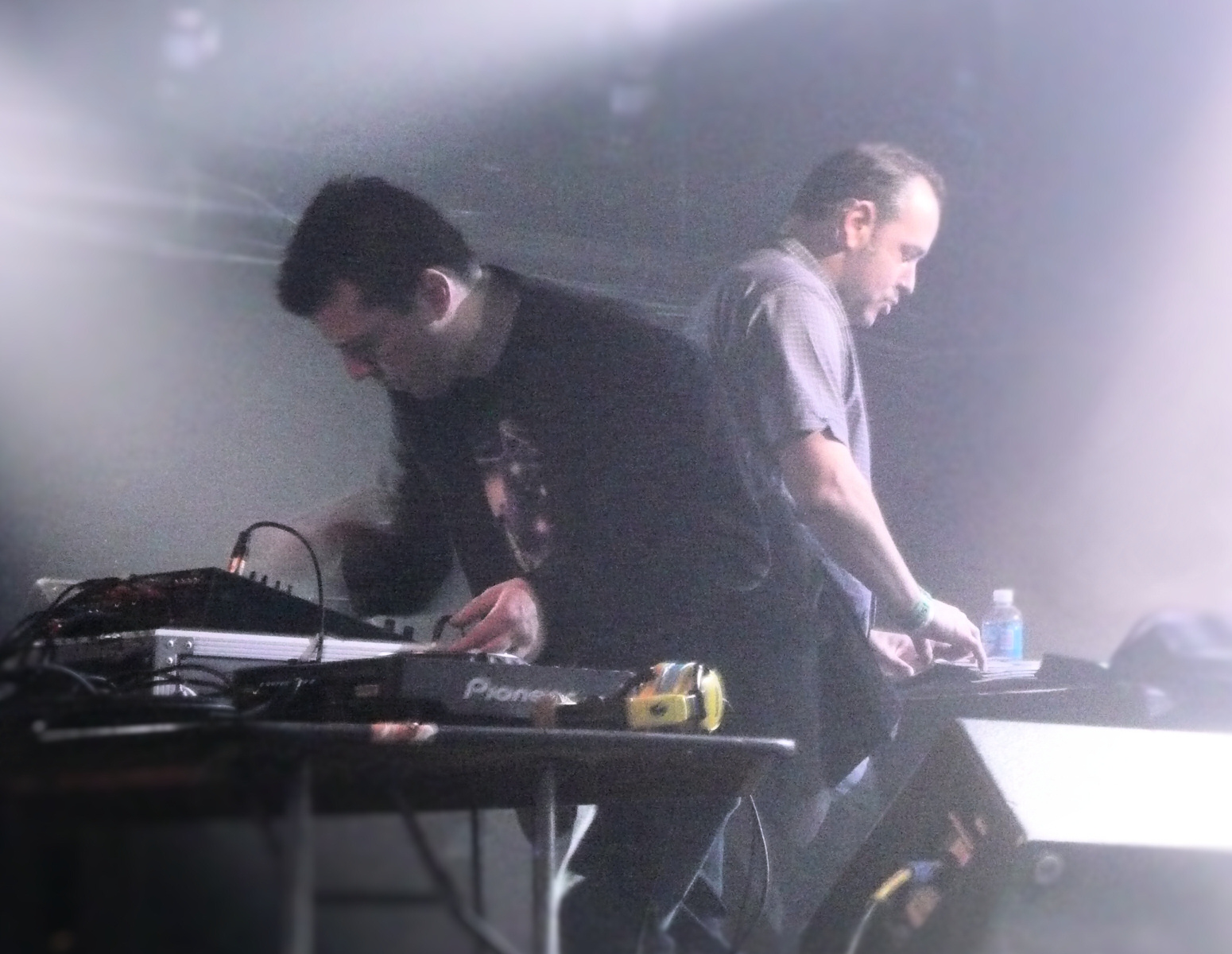
I Crystal Method remixarono Bizarre Love Triangle nel 2005

1. Bizarre Love Triangle – 3:43
2. Bizarre Dub Triangle – 3:23

### 7": Qwest 7-28421 (US)
1. Bizarre Love Triangle (edit) – 3:36
2. Every Little Counts – 4:29

### 7": FAC-26 (Canada)
1. Bizarre Love Triangle – 3:36
2. Every Little Counts – 4:29

- Le edizioni iniziali (matrice FAC-26-A) presentavano il remix 7" inglese,[7] mentre le successive (matrix FAC-26-A2) quello canadese.[8]

### 7": FAC-163153 (Australia)
1. Bizarre Love Triangle – 3:36
2. State of the Nation – 3:27

### 12": FAC 163 (UK)
1. Bizarre Love Triangle – 6:44
2. Bizarre Dub Triangle – 7:02

### 12": Qwest 0-20546 (USA)
1. Bizarre Love Triangle – 6:41
2. I Don't Care (Attualmente Bizarre Dub Triangle) – 7:02
3. State of the Nation – 6:31
4. Bizarre Love Triangle – 3:43

- Le edizioni americane segnavano erroneamente Bizarre Dub Triangle con il titolo di I Don't Care, presumibilmente a causa di una incomprensione di un addetto della casa discografica che, chiamato il manager dei New Order Rob Gretton per chiedergli come avrebbe dovuto rinominare il mix, abbia udito Gretton dire proprio «I don't care» («Non mi interessa»).[9]

### CD: Qwest 9 20546-2 (USA) - pubblicato nel 1994
1. Bizarre Love Triangle (Album Version) – 4:20
2. Bizarre Love Triangle (Extended Dance Mix) – 6:44
3. I Don't Care (Attualmente Bizarre Dub Triangle) – 7:02
4. State of the Nation – 6:31
5. Bizarre Love Triangle (Single Remix) – 3:43